# Camera Café 2
Camera Café 2 è il secondo videogioco ufficiale della sitcom francese Caméra Café e di varie sue edizioni estere tra cui l'italiana Camera Café.

## Trama
Il gioco inizia un lunedì mattina quando i dipendenti della ditta, Luca Nervi e Paolo Bitta (Jean-Claude Convenant e Hervé Dumont nella versione originale francese), tornano al lavoro dopo il week-end, ma segretamente sono state installate telecamere per evitare che il lavoro venga interrotto per futili motivi. Dopo che i protagonisti si accorgono di questo fatto decidono di boicottare le telecamere per liberarsi dal controllo dei dirigenti. Da questo punto lo scopo del gioco è boicottare le telecamere. Fortunatamente le telecamere non riprendono solo i personaggi ma anche i colleghi che utilizzano a proprio vantaggio la situazione. All'azienda c'è anche una persona di nome Stefano Agiva, il nuovo consulente di management. Nel finale, Paolo, dopo il sogno di se stesso da presidente, in cui licenzia Stefano perché lui vuole così e, arrabbiato con Paolo, decide di far saltare in aria l'intera azienda, svegliato dal sogno, decide di ascoltare le parole di Stefano, prendendo e piazzando degli esplosivi su ogni piano. Prima che Paolo prema il pulsante, De Marinis avverte che l'azienda è protagonista di un programma televisivo e Stefano è il conduttore. Paolo vuole giocare con lui facendo fare una domanda di musica e, dopo la domanda, Paolo preme il pulsante e l'edificio esplode.

## Modalità di gioco
Il videogioco presenta due modalità: Storia, in cui dovremmo seguire un filo conduttore cercando di completare ogni volta gli obiettivi proposti; e Dirty Trick Contest, dove l'obiettivo è fare il maggior numero di dispetti possibile ai colleghi. L'area di gioco, a differenza di quella della sitcom, è raddoppiata e presenta la maggior parte dei personaggi presenti nel cast. I videogiocatori hanno a disposizione 4 personaggi di cui si utilizzano le caratteristiche peculiari per avanzare e completare il videogioco.

## Doppiaggio
Il doppiaggio italiano del gioco non presenta gli attori originali della sitcom a prestare la voce al proprio alter ego virtuale.
| Personaggio        | Doppiatore italiano |
| ------------------ | ------------------- |
| Luca Nervi         | Francesco Meoni     |
| Paolo Bitta        | Vladimiro Conti     |
| Augusto De Marinis | Roberto Stocchi     |
| Stefano Agiva      | Sergio Lucchetti    |

## Accoglienza
| Testata        | Giudizio |
| -------------- | -------- |
| Multiplayer.it | 4.7/10   |
| SpazioGames.it | 4/10     |
| Everyeye.it    | 4.5/10   |
| Gamesurf       | 4/10     |
| Jeuxvideo.com  | 7/20     |

Il gioco ha ricevuto recensioni negative da parte della critica.
Andrea Rubbini di Multiplayer.it affermò che non vi erano valide ragioni per acquistare Camera Café 2. Raramente un titolo offriva così poco e con tale superficialità e alla fine il giocatore si sarebbe ritrovato fra le mani l'ironia un po' perfida che lo caratterizzava. Sebbene l'idea di base poteva offrire lo spunto per un titolo adventure bizzarro, la pochezza con il quale era stato realizzato affossava qualunque buon proposito in merito. A peggiorare la situazione restavano i difetti del precedente capitolo.
Un recensore di SpazioGames.it sostenne che si trattava di un titolo con molti difetti ed una realizzazione tecnica scadente che si adattava solo agli amanti più incalliti di Luca e Paolo, anche se il prezzo budget poteva invogliare un potenziale acquirente a provarlo comunque per farsi due risate. Probabilmente l'unica vera pecca era proprio quella di non essere riusciti a riproporre lo spirito della sitcom come era giusto fare, con dei dialoghi parlati che avrebbero sicuramente aumentato il valore del prodotto finale.
Lorenzo Piccoli di Everyeye.it lo vide come un titolo irriverente che faceva dell'umorismo la sua arma d'assalto. Gli altri suoi due punti di forza erano la semplicità e la tagliente ironia che ponevano l'intera struttura del gioco. Inoltre, la massiccia pubblicità proveniente dal successo della sitcom televisiva garantiva al titolo un certo appeal sul pubblico. Nonostante ciò gli sviluppatori avevano decisamente mancato il bersaglio e non sono riusciti a dare vita al prodotto che il pubblico si aspettava, dopo il flop del primo capitolo. La disarmante bruttezza grafica, la trama inconsistente e la pessima realizzazione delle storie rendevano il gioco difficilmente giocabile.
Fabio Trifoni di Gamesurf criticò la realizzazione scadente che non poteva non essere presa in considerazione, nemmeno se il prezzo a cui veniva proposto il prodotto era competitivo. Non bastava neanche se si era fan incalliti della serie, perché proprio questi potevano rimanere delusi dalle grandi mancanze presenti, come il doppiaggio dei personaggi principali o dalla ripetitività delle azioni. Trifoni affermò che era veramente un peccato, in quanto al fronte di altri sviluppi passati, dalla Nobilis Interactive ci si aspettava decisamente di più. Concluse la recensione reputandolo un altro esempio di come non bastasse una semplice licenza a portare un titolo sugli scaffali della propria ludoteca personale.
Un redattore del sito web francese Jeuxvideo.com lo trovò un sequel profondamente noioso di Camera Café - Il gioco che non correggeva nessuno dei gravi difetti del titolo originale, per non portare nulla di nuovo a parte una storia e due personaggi. Alla fine si rivelava un gioco privo di umorismo dal quale bisognava tenersi decisamente alla larga.